# مایکل جکسون: زنده در ومبلی، ۱۶ ژوئیه ۱۹۸۸
مایکل جکسون: زنده در ومبلی، ۱۶ ژوئیه ۱۹۸۸ (به انگلیسی: Live at Wembley July 16, 1988) دی وی دی کنسرت زنده که توسط خواننده آمریکایی مایکل جکسون در سالن ومبلی لندن اجرا شده‌است.
این کنسرت خاص با حضور ۷۲۰۰۰ نفر که شامل دیانا، پرنسس ولز و چارلز، پرنس ولز بود اجرا گشت. جکسون در ابتدا " دیانای کثیف " را از اجرای این شب حذف کرد، زیرا نگران بود که باعث ناراحتی پرنسس دایانا یا خانواده سلطنتی شود. با این حال، شاهزاده خانم به جکسون اطلاع داد که این آهنگ مورد علاقه او است.
مایکل  جونز از منتقدان وبلاگ چنین گفته‌است: "این اجرا تنها انرژی خالصی را از بروز می‌دهد… زمانی که دستکش مشهور خود را به دست گرفت و به آن پیاده روی ماه شگفت آور روی "بیلی ژان" پرتاب کرد، به نظر می‌رسد که جکسون دیگر نمی‌تواند بیشتر از این بدهد. اما او این کار را می‌کند، با رقصیدن همراه یک گروه کر از بچه‌ها در "بد" و به معنای واقعی کلمه برای اجرای موسیقی متن "مرد در آینه" به زمین افتاده‌است. "
و شاید نکته قابل توجه این است که چگونه جکسون قادر است هنگام انجام حرکات دقیق رقص خود، نتها را بخواند / حفظ کند. زمانی که او در طول «بیلی جین» Moonwalking را شروع می‌کند.

## لیست ترانه‌ها
| شماره | نام | نویسنده(ها)                                                                                  | مدت   |
| ----- | --- | -------------------------------------------------------------------------------------------- | ----- |
| ۱.    | «می‌خوای چیزی رو شروع کنی»                                                                                             | مایکل جکسون                                                                                  | ۶:۳۲  |
| ۲.    | «اینجا هتل است (جکسونز)»                                                                                              | مایکل جکسون                                                                                  | ۴:۴۳  |
| ۳.    | «قسمت دیگر من» | مایکل جکسون                                                                                  | ۴:۲۴  |
| ۴.    | «نمی‌تونم دوستت نداشته باشم» (duet with شریل کرو)                                                                      | مایکل جکسون                                                                                  | ۴:۵۵  |
| ۵.    | «او در زندگی‌ام نیست»                                                                                                  | Tom Bahler                                                                                   | ۳:۵۳  |
| ۶.    | «جکسون فایو: می‌خواهم برگردی/عشقی که نجات می‌دهی/آنجا خواهم بود»                                                        | بری گوردی، Freddie Perren, Alphonzo Mizell, Deke Richards, Bob West, Willie Hutch, Hal Davis | ۷:۱۷  |
| ۷.    | «رقص با تو» | راد تمپرتون                                                                                  | ۴:۲۳  |
| ۸.    | «طبیعت انسان» | Steve Porcaro, John Bettis                                                                   | ۵:۱۲  |
| ۹.    | «مجرم زیرک» | مایکل جکسون                                                                                  | ۶:۲۴  |
| ۱۰.   | «دایانای کثیف» | مایکل جکسون                                                                                  | ۶:۲۴  |
| ۱۱.   | «تریلر» | Rod Temperton                                                                                | ۵:۲۹  |
| ۱۲.   | «تور جهانی بد» | Greg Phillinganes                                                                            | ۱۳:۵۵ |
| ۱۳.   | «کار در شب و روز» | مایکل جکسون                                                                                  | ۷:۵۹  |
| ۱۴.   | «بزن به چاک» | مایکل جکسون                                                                                  | ۶:۴۵  |
| ۱۵.   | «بیلی جین» | مایکل جکسون                                                                                  | ۸:۳۶  |
| ۱۶.   | «بد» | مایکل جکسون                                                                                  | ۱۰:۰۶ |
| ۱۷.   | «مرد درون آینه» (encore)                                                                                              | Siedah Garrett, گلن بالارد                                                                   | ۹:۲۴  |
| ۱۸.   | «حسی که به من میدی» (Performed at ورزشگاه ومبلی (۱۹۲۳), لندن on تور جهانی بد)                                         | مایکل جکسون                                                                                  | ۵:۲۲  |
| ۱۹.   | «نمی‌تونم دوستت نداشته باشم/بد (ترانه)» (duet with شریل کرو) (Performed at Yokohama Stadium, یوکوهاما on تور جهانی بد) | مایکل جکسون                                                                                  | ۱۱:۲۳ |